# View-Master Interactive Vision
La View-Master Interactive Vision est une console de jeux vidéo sortie en 1988. Conçue par View-Master Ideal Group, Inc., elle utilise des bandes magnétiques au format VHS pour lire des jeux sous forme de film interactif.
Le slogan de la console est « le système de télévision Two-Way qui fait de vous une partie du spectacle ! ». Les titres disponibles comprennent quatre jeux sur la franchise Sesame Street, deux jeux sur le Muppet Show, et un jeu de l'univers Disney, Disney's Cartoon Arcade.
La console est livrée avec un contrôleur qui se compose d'un joystick et de cinq boutons colorés. Lorsque le film interactif est lancé, les personnages s'adressent directement au joueur, et lui demande de faire un choix en appuyant sur l'un des boutons. Les jeux vidéo sont faciles et disposent de graphismes similaires à ceux de la Colecovision, ils sont lus tout au long du déroulement de la cassette vidéo. La vidéo possède deux bandes son différentes enregistrées, et le choix du joueur permet de basculer entre les bandes, donnant l'impression à ce dernier qu'il a changé le cours de l'histoire.

## Jeux
- Sesame Street: Let's Learn to Play Together
- Sesame Street: Magic on Sesame Street
- Sesame Street: Let's Play School
- Sesame Street: Oscar's Letter Party
- Muppet Madness
- Muppet Studios Presents: You're the Director
- Disney's Cartoon Arcade